# Flavio Gioia

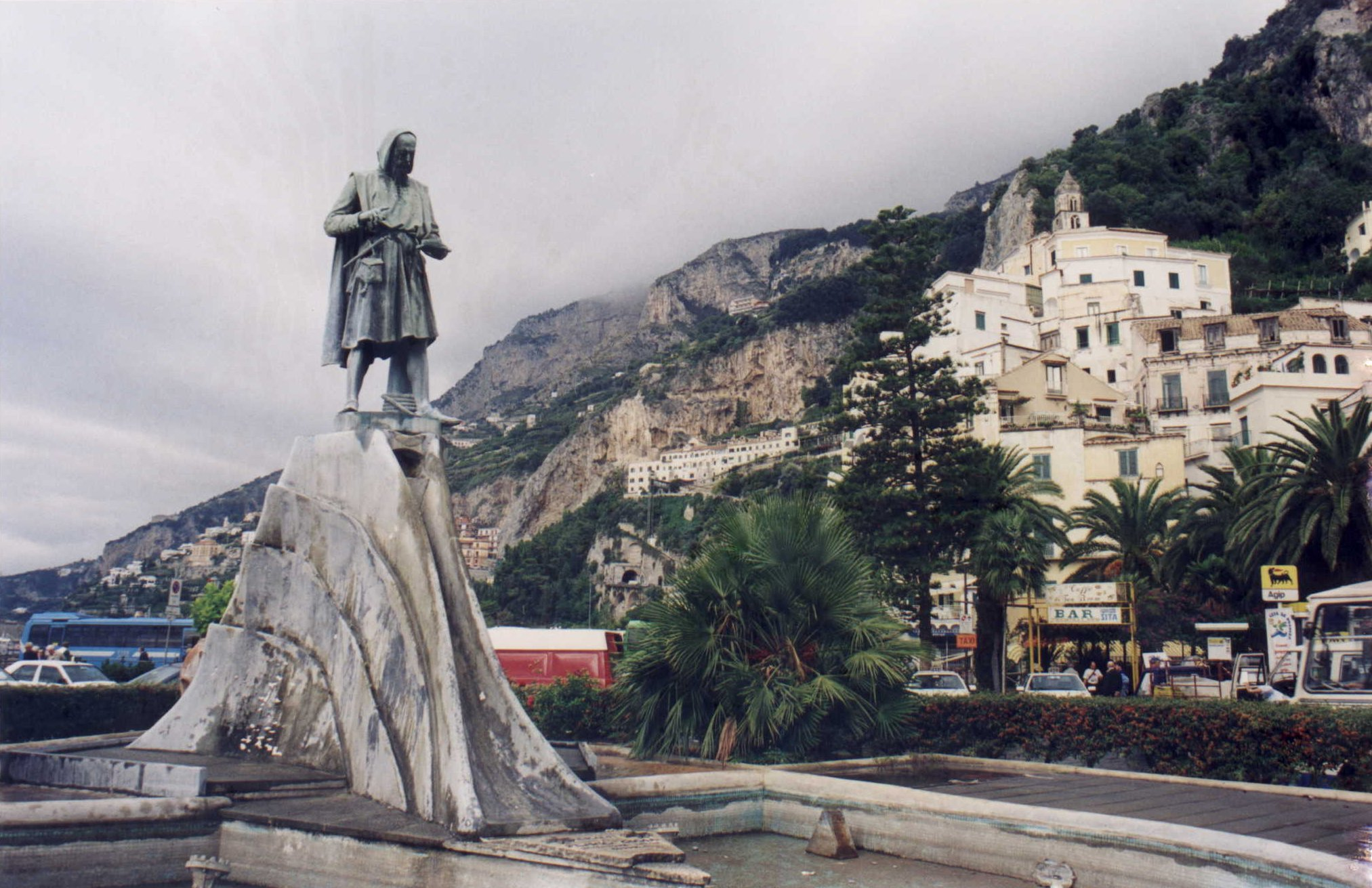
Szobra szülővárosában

Flavio Gioia a Nápolyhoz közeli Amalfi városában született olasz hajós, feltaláló: nagy találmánya az iránytű. A mágnesezhető tárgyak tájolásra használatát Kínában fedezték fel. Az eszköz arab közvetítéssel, a 13. században jutott el Európába, ahol Gioia ideje előtt a mágneses északot valamilyen edény víz színén úszó szalmacsutakkal határozták meg úgy, hogy a szalmacsutakba szálirányban mágneses fémszálakat fűztek.
Gioia valamikor 1320 körül a mágneses lemezke közepét függőleges tengely végére erősítette úgy, hogy azon körbeforoghasson. A tengelyt a lemezkével dobozba foglalta, és a doboz hajója középvonalában helyezte el. Ezt a középvonalat a dobozkán is bejelölte, és ezzel lehetővé tette, hogy a fokbeosztásnak megfelelő pontossággal meghatározhassák, mennyire tér el a hajó iránya a mágneses északtól. Az eszköz hátránya az volt, hogy csak akkor működött, amikor a hajó nyugodt vízen haladt, és a fedélzet többé-kevésbé vízszintes volt: minél jobban dülöngélt a hajó, annál pontatlanabb volt a mérés. Azt a felfüggesztést, amivel az iránytű a hánykolódó hajón is megőrizhette vízszintes helyzetét, a 16. században találta fel Gerolamo Cardano olasz fizikus — ez volt a döntő lépés a tájoló kifejlesztéséhez vezető úton.